# Калашников Іван Йосипович
Іван Йосипович Калашников (10 листопада 1944, Тернопільщина — 25 травня 1999, с. Іванчани Збаразького району Тернопільської області) — український шашкіст і шахіст. Майстер спорту зі шашок (1977), кандидат у майстри спорту зі шахів. Чемпіон м. Тернополя і Тернопільської області зі шашок (1974—1980).

## Кар'єра
Працював тренером обласної ради ДСТ «Авангард» (1975—1992).
Підготував 3 майстрів спорту і понад 40 кандидатів у майстри спорту.

## Доробок
Автор книжки «Від абетки — до майстерності» (1995).

## Вшанування пам'яті
На знак пам'яті про Івана Калашникова у м. Тернополі проводять всеукраїнські традиційні змагання зі шашок-64 і шахів.